# コマンチャ共和国

コマンチャ共和国
 Команчанська Республіка

コマンチャ共和国（コマンチャきょうわこく、ウクライナ語：Команчанська Республіка）は、第一次世界大戦後の1918年にオーストリア＝ハンガリー帝国から独立した国家である。
東レムコ共和国、ヴィスロツカ共和国とも呼ばれている。
この国家は、存在した親ロシア派の短命国家、レムコ＝ルシン人民共和国と混同されることがある。

## 歴史
オーストリア=ハンガリー帝国の崩壊後、ウクライナ西部では独立運動が激化した。ポーランド軍がシャニクに駐留しており評議会設立が不可能だったためヴィスウォク・ヴィエルキにシャニク郡の評議会設置が決定され、レムキフシチナ東部の独立運動の中心となった。